# Un rêve américain
Pour plus de détails, voir Fiche technique et Distribution.
Un rêve américain est un documentaire québécois réalisé par Bruno Boulianne, mettant en vedette l'auteur-compositeur-interprète Damien Robitaille. Projeté la première fois dans le cadre des Rendez-vous du cinéma québécois en février 2014, le film sort officiellement en salles en mai 2014, puis est diffusé sur les ondes de Canal D.

## Synopsis
Un rêve américain met en lumière le parcours d'Américains d'origine canadienne-française qui habitent actuellement aux États-Unis. En filigrane de cette exploration sociale, le film se penche sur l'histoire des vagues successives d'immigrants québécois, des ruées vers l'or aux exodes pour aller travailler dans des filatures de coton américaines, cherchant à savoir ce qu'il reste du français aux États-Unis plus de 150 ans après le début de la grande émigration canadienne-française. Accompagné par la musique de Damien Robitaille, Un rêve américain a été tourné en Nouvelle-Angleterre, de même que dans les états du Michigan, du Midwest, de l'Illinois, du Missouri, du Wyoming, du Montana, de la Californie et de New York.

## Fiche technique
- Titre français : Un rêve américain
- Narration : Damien Robitaille
- Réalisation : Bruno Boulianne
- Scénario : Claude Godbout
- Recherche : Claude Godbout et Sarah Mizrahi
- Montage : Vincent Guignard
- Photographie : François Messier-Rheault
- Musique : Damien Robitaille
- Production : France Choquette, Claude Godbout et Jean Roy
- Sociétés de production : Eurêka! Productions
- Pays d’origine :  Canada
- Langue originale : français, anglais
- Format : couleur
- Genre : Film documentaire
- Lieux de tournage : États-Unis
- Durée : 92 minutes
- Date de sortie :
  -  Canada
    - 23 février 2014 aux Rendez-vous du cinéma québécois
    - 2 mai 2014 au Cinéma Beaubien
    - 25 mai 2014 à Canal D